# 曽我川
曽我川（そががわ）は、奈良県中西部を流れる大和川水系の一級河川。奈良盆地西部を多く北流する大和川の支流の一つで、中流域では最大の支流である。
古代には宗我川と綴った。また重阪川（上流渓谷部）、百済川などの異称もある。

## 地理
竜門山地の重阪峠西側に発し、渓谷を成しつつ概ね北流し、奈良盆地へ出る。奈良盆地南部の田園地帯を潤しつつ橿原市西部を抜ける。大和高田市松塚付近から西側に葛城川が、磯城郡田原本町大網付近から東側に飛鳥川が並行するようになり、ともに北上する。北葛城郡広陵町大場付近で葛城川を、同郡河合町長楽付近で高田川を合わせ、約1.3km北流したのち大和川に注ぐ。

## 流域の自治体
奈良県
吉野郡大淀町、御所市、高市郡高取町、橿原市、大和高田市、北葛城郡広陵町、磯城郡田原本町、磯城郡三宅町、北葛城郡河合町、磯城郡川西町

## 支流
- 高取川
- 葛城川
- 高田川

## 並行する交通
- JR西日本 和歌山線
- 近鉄吉野線
- 国道309号
- 奈良県道35号橿原高取線
- 奈良県道133号戸毛久米線

## 流域の見どころ
- 新沢千塚古墳群
- 橿原市立橿原運動公園